# Flammersfeld
Flammersfeld ist eine Ortsgemeinde der Verbandsgemeinde Altenkirchen-Flammersfeld im Landkreis Altenkirchen in Rheinland-Pfalz. Flammersfeld ist ein staatlich anerkannter Erholungsort und gemäß Landesplanung als Grundzentrum ausgewiesen.

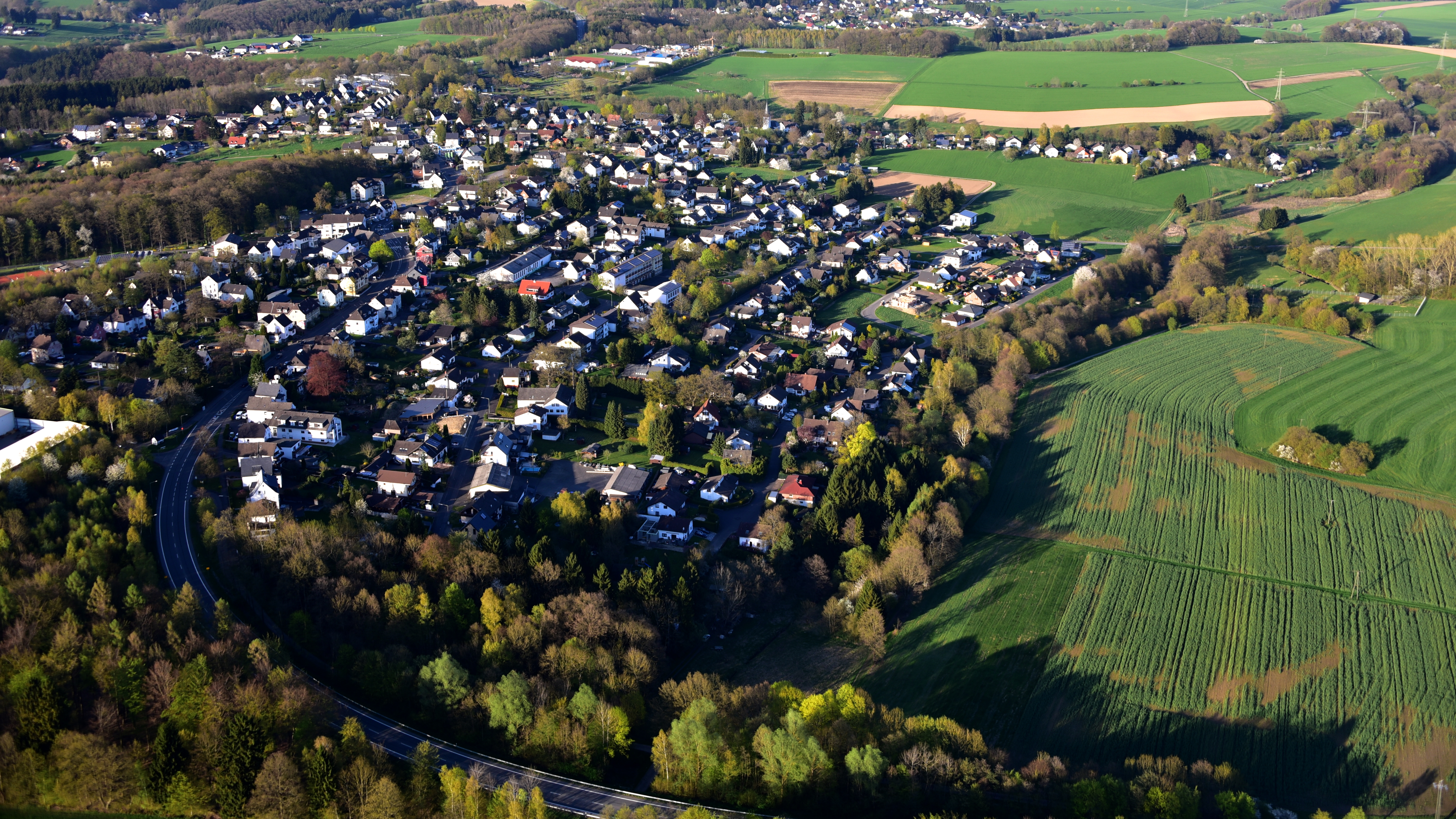
Flammersfeld, Luftaufnahme (2018)

## Gemeindegliederung
Zur Ortsgemeinde Flammersfeld gehören die Ortsteile Ahlbach und Hoben.

## Geschichte
Flammersfeld wurde erstmals in einer Urkunde des Kölner Erzbischofs Hermann III. von Hochstaden erwähnt, als er am 13. Dezember 1096 der Abtei Siegburg das „Dekanat im Auelgau“ mitsamt Gütern zu Flammersfeld verlieh.
Flammersfeld gehörte bis zum Jahr 1806 zur Grafschaft Sayn-Hachenburg. Die Grafschaft Sayn-Hachenburg war 1799 auf dem Erbweg an die Fürsten von Nassau-Weilburg gefallen. 1806 traten die beiden nassauischen Fürsten dem napoleonischen Rheinbund bei, sodass die Region von 1806 an zum Herzogtum Nassau gehörte. Aufgrund der auf dem Wiener Kongress (1815) getroffenen Vereinbarungen wurde das Kirchspiel Flammersfeld der ehemaligen saynischen Grafschaften an das Königreich Preußen abgetreten.
Unter der preußischen Verwaltung wurde Flammersfeld Verwaltungssitz einer gleichnamigen Bürgermeisterei im neu errichten Kreis Altenkirchen zugeordnet, der von 1822 an zur Rheinprovinz gehörte.
Die bis dahin selbstständige Gemeinde Ahlbach wurde 1939 eingemeindet.
Bis zum 31. Dezember 2019 war Flammersfeld Sitz der 1968 im Zuge der ersten rheinland-pfälzischen Gebietsreform aus dem früheren Amt Flammersfeld hervorgegangenen Verbandsgemeinde Flammersfeld. Diese ging 2020 im Rahmen einer freiwilligen Fusion in die Verbandsgemeinde Altenkirchen-Flammersfeld auf. Sitz der neuen Verbandsgemeinde wurde Altenkirchen (Westerwald), für Flammersfeld wurde eine zusätzliche Verwaltungsstelle vereinbart.
Bevölkerungsentwicklung
Die Entwicklung der Einwohnerzahl von Flammersfeld bezogen auf das heutige Gemeindegebiet; die Werte von 1871 bis 1987 beruhen auf Volkszählungen:
| Jahr | Einwohner |
| ---- | --------- |
| 1815 | 229       |
| 1835 | 341       |
| 1871 | 388       |
| 1905 | 458       |
| 1939 | 522       |
| 1950 | 714       |
| 1961 | 803       |

| Jahr | Einwohner |
| ---- | --------- |
| 1970 | 900       |
| 1987 | 1.039     |
| 1997 | 1.262     |
| 2005 | 1.128     |
| 2011 | 1.310     |
| 2017 | 1.332     |
| 2022 | 1.452     |

## Politik

### Gemeinderat
Der Gemeinderat in Flammersfeld besteht aus 16 Ratsmitgliedern, die bei der Kommunalwahl am 9. Juni 2024 in einer Mehrheitswahl gewählt wurden, und dem ehrenamtlichen Ortsbürgermeister als Vorsitzendem. Bis zur Wahl 2019 wurde in einer personalisierten Verhältniswahl gewählt, da mindestens zwei Wahlvorschlagslisten eingereicht wurden.
Die Sitzverteilung im Gemeinderat:
| Wahl | SPD               | CDU               | WG                | Gesamt   |
| ---- | ----------------- | ----------------- | ----------------- | -------- |
| 2024 | per Mehrheitswahl | per Mehrheitswahl | per Mehrheitswahl | 16 Sitze |
| 2019 | 7                 | –                 | 9                 | 16 Sitze |
| 2014 | 7                 | –                 | 9                 | 16 Sitze |
| 2009 | 6                 | 10                | –                 | 16 Sitze |
| 2004 | 7                 | 9                 | –                 | 16 Sitze |

WG = Wählergruppe; 2014: WG Becker, 2019: WG Kuchhäuser

### Bürgermeister
Manfred Berger wurde am 5. Juli 2019 Ortsbürgermeister von Flammersfeld. Bei der Direktwahl am 26. Mai 2019 war er mit einem Stimmenanteil von 59,55 % für fünf Jahre gewählt worden. Vorgängerin von Manfred Berger war Hella Becker, die das Amt 20 Jahre lang ausübte. Bei der Direktwahl am 9. Juni 2024 wurde Berger als einziger Bewerber mit 67,6 % für weitere fünf Jahre wiedergewählt.

## Sehenswürdigkeiten

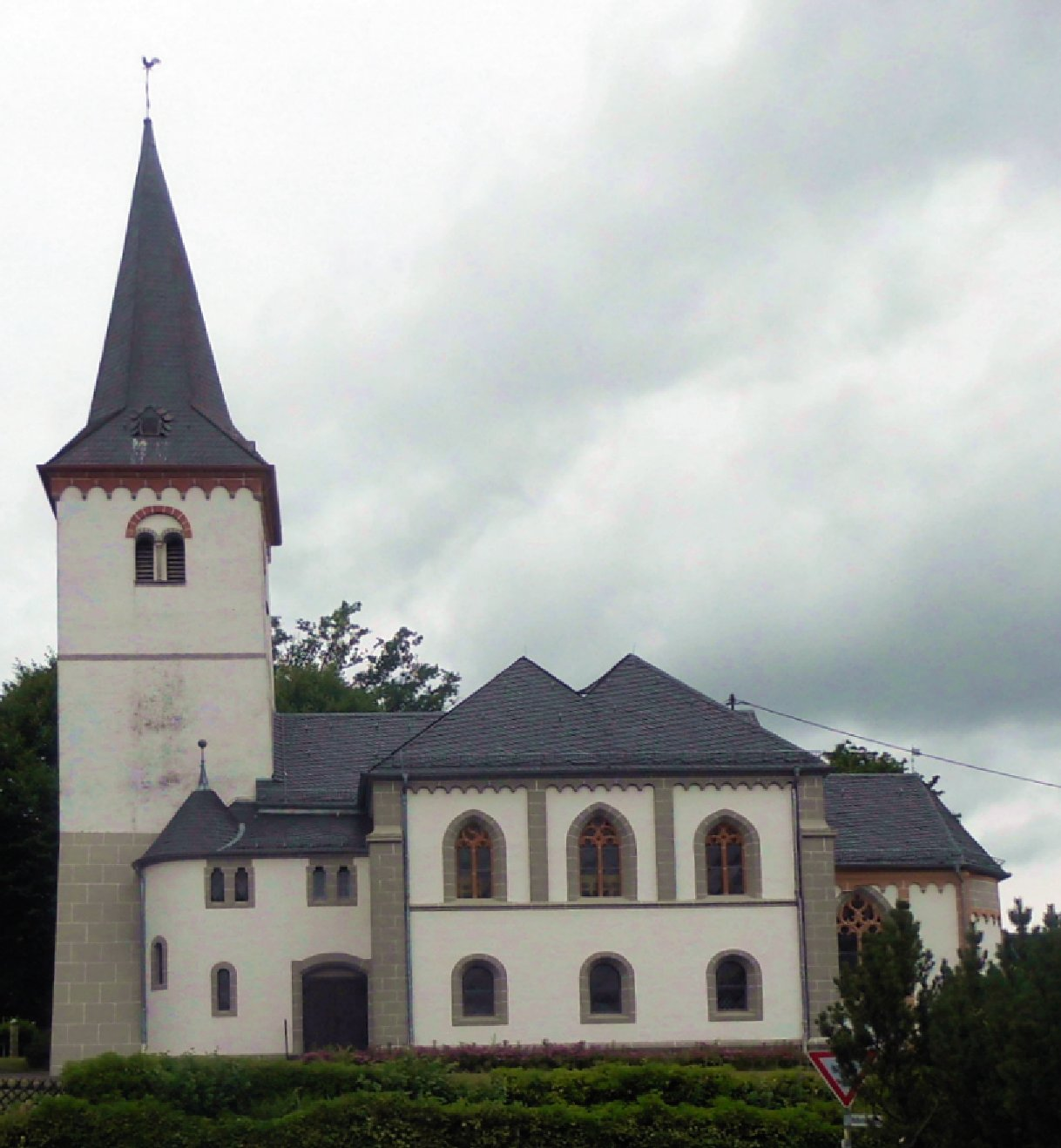
Kirche St. Michael

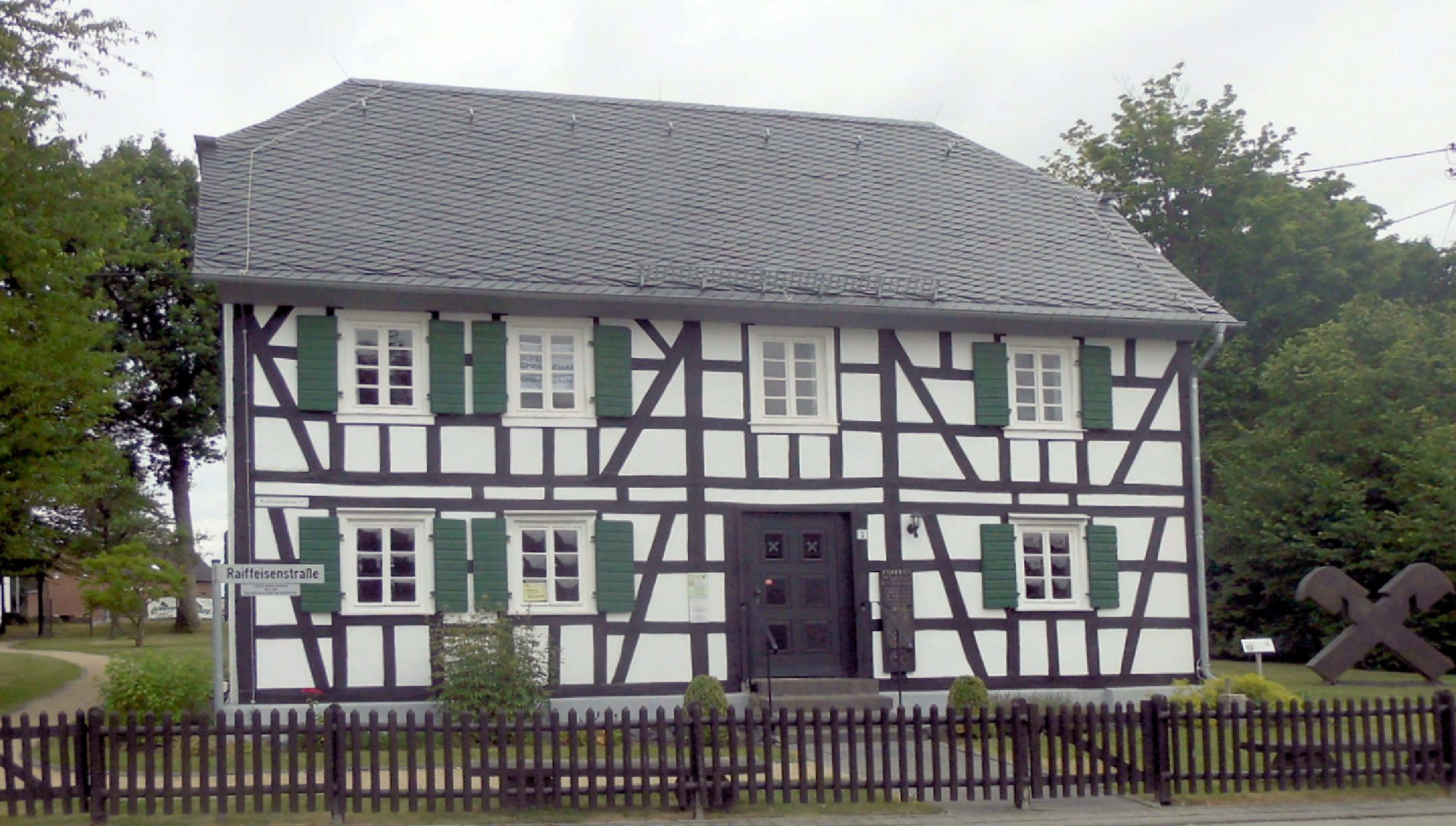
Raiffeisen-Museum

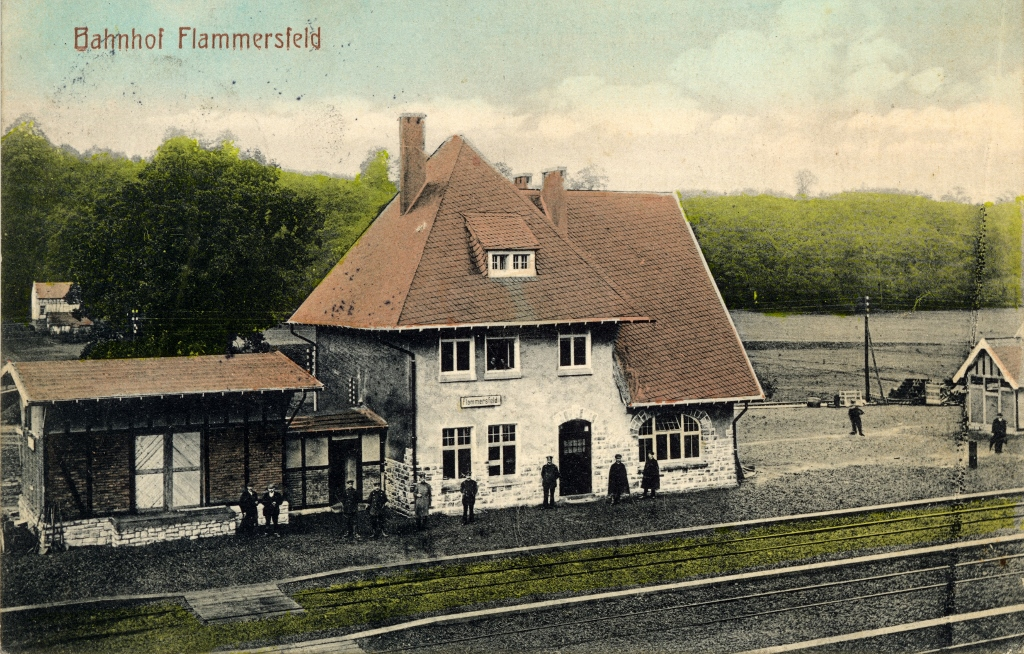
Bahnhof Flammersfeld

- Das Raiffeisenhaus war die Wirkungsstätte von Friedrich Wilhelm Raiffeisen von 1848 bis 1852 und ist heute ein Museum.

Siehe auch:
- Liste der Kulturdenkmäler in Flammersfeld
- Liste der Naturdenkmale in Flammersfeld

## Sport
- Flammersfeld hat einen Sportverein, den VfL Oberlahr/Flammersfeld. Populärste Sportart ist Fußball. Die erste Mannschaft spielt in der Saison 2010/2011 in der Kreisliga B, die zweite Mannschaft in der Kreisliga D. Außerdem gibt es Jugendmannschaften in sämtlichen Altersklassen.
- Des Weiteren werden Taekwon-Do, Kinderturnen sowie Leichtathletik angeboten.

## Verkehr
Flammersfeld liegt an den Fernstraßen B 256 und L 272 sowie an den Kreisstraßen K 8 und K 9.
Den Anschluss an den ÖPNV sichern die beiden Buslinien im VRM 120 Altenkirchen-Neustadt sowie 132 Altenkirchen-Neuwied.
In Flammersfeld befindet sich der Bahnhof Flammersfeld an der Bahnstrecke Engers–Au, an dem die Bahnstrecke Linz (Rhein)–Flammersfeld abzweigte.

## Persönlichkeiten

### Söhne und Töchter der Gemeinde
- Andreas Balzar (genannt Balzar von Flammersfeld, 1769–1797) Wilderer, Räuber und Freischärler im Kampf gegen die Franzosen
- Emil Müller (1890–1967), Politiker (SPD), MdL Rheinland-Pfalz, Bürgermeister der Gemeinde
- Emil Bettgenhäuser (1906–1982), Politiker (SPD), MdB, MdL Rheinland-Pfalz
- W. Gies (* 1945), bildender Künstler

### Persönlichkeiten, die vor Ort gewirkt haben
- Friedrich Wilhelm Raiffeisen (1818–1888), Gründer der Genossenschaftsbewegung, Bürgermeister von Flammersfeld ab 1848